# Babylon (album)
A Babylon amerikai W.A.S.P. együttes 14. stúdióalbuma, amely 2009. október 12-én jelenik meg. Az album témája az Apokalipszis Négy Lovasával kapcsolatban a Jelenések könyvében szereplő látomások. Az albumon található két feldolgozás is. Az egyik a Deep Purple "Burn" című dala (a felvétel a Dominator album dalaival egyidőben készült), a másik pedig Chuck Berry "Promised Land" című dalának feldolgozása.

## Az album dalai
|    | Cím                     | Dalszöveg                         | Zene                              | Hossz |
| -- | ----------------------- | --------------------------------- | --------------------------------- | ----- |
| 1. | Crazy                   | Lawless                           | Lawless                           | 5:10  |
| 2. | Live To Die Another Day | Lawless                           | Lawless                           | 4:41  |
| 3. | Babylon's Burning       | Lawless                           | Lawless                           | 5:00  |
| 4. | Burn                    | Blackmore, Lord, Coverdale, Paice | Blackmore, Lord, Coverdale, Paice | 4:50  |
| 5. | Into The Fire           | Lawless                           | Lawless                           | 5:54  |
| 6. | Thunder Red             | Lawless                           | Lawless                           | 4:20  |
| 7. | Seas Of Fire            | Lawless                           | Lawless                           | 4:34  |
| 8. | Godless Run             | Lawless                           | Lawless                           | 5:43  |
| 9. | Promised Land           | Chuck Berry                       | Chuck Berry                       | 3:13  |

## Fordítás
- Ez a szócikk részben vagy egészben  a   Babylon (W.A.S.P. album) című angol Wikipédia-szócikk fordításán alapul.  Az eredeti cikk szerkesztőit annak laptörténete sorolja fel. Ez a jelzés csupán a megfogalmazás eredetét és a szerzői jogokat jelzi, nem szolgál a cikkben szereplő információk forrásmegjelöléseként.